# Mammillaria humboldtii
Mammillaria humboldtii ist eine Pflanzenart aus der Gattung Mammillaria in der Familie der Kakteengewächse (Cactaceae). Das Artepitheton ehrt den deutschen Naturforscher Alexander von Humboldt.

## Beschreibung
Mammillaria humboldtii wächst einzeln bis vielköpfig. Die niedergedrückten, kugeligen und hellgrünen Triebe werden bis zu 7 Zentimeter hoch und erreichen dabei einen gleich großen Durchmesser. Die zylindrisch geformten Warzen haben eine gerundete Spitze. Sie sind ohne Milchsaft. Die Axillen sind mit Wolle und weißen Borsten besetzt. Mitteldornen fehlen vollständig. Die bis zu 80 und mehr Randdornen sind ungleich, sternförmig ausstrahlend und weiß. Sie werden 4 bis 6 Millimeter lang.
Die Blüten sind leuchtend purpurrosa. Sie sind 2,5 Zentimeter lang und 1,5 Zentimeter im Durchmesser groß. Die roten Früchte sind keulig. Sie enthalten schwarze Samen.

## Verbreitung, Systematik und Gefährdung
Mammillaria humboldtii ist im mexikanischen Bundesstaat Hidalgo verbreitet.
Die Erstbeschreibung erfolgte 1840 durch Carl August Ehrenberg. Synonyme sind Ebnerella humboldtii (C.Ehrenb.) Buxb. (1951), Chilita humboldtii (C.Ehrenb.) Buxb. (1954, nom. inval.  ICBN-Artikel 33.3) und Escobariopsis humboldtii (C.Ehrenb.) Doweld (2000).
In der Roten Liste gefährdeter Arten der IUCN wird die Art als „Critically Endangered (CR)“, d. h. als vom Aussterben bedroht geführt.

## Nachweise